# CBIRF
CBIRF（Chemical Biological Incident Response Force/シーバーフ ケミカル バイオロジカル インシデント レスポンス フォース、化学生物事態対処部隊）とは、生物兵器、化学兵器、核兵器、放射能兵器、高爆発物（CBRNE シーバーン）を専門とするアメリカ海兵隊の即応部隊である。

## 概要
1995年に発生した地下鉄サリン事件を契機に1996年4月1日、チャールス・C・クラークアメリカ海兵隊総司令官の下に組織され、アメリカ合衆国、メリーランド州インディアンヘッド、インディアンヘッド海軍水上戦センターに所在する。
2001年に発生したアメリカ同時多発テロ事件以降、アメリカ北方軍傘下のCCMRF（Consequence Management Reaction Force/シースマーフ、事象管理対処部隊）に所属している。

## 任務
汚染地域の検知や偵察観測、除染作業や死傷者の搬出や救護の他、搬路確保のための障害物除去や建設、物資輸送などの後方支援なども担当する。また技術的な救援活動も可能としており、各任務に対して以下の小隊が組織されている。
- 医療支援班
- 除染班
- 技術救助班
- 捜索搬出班
- 爆発物処理班
- 検知識別班

## 出動経歴
- 1996年 - 大統領就任式
- 1996年 - アトランタオリンピック
- 1997年 - 主要国首脳会議（デンバーサミット）
- 2011年 - 福島第一原子力発電所事故（トモダチ作戦）

この福島第一原子力発電所事故に伴い140人ないし155名が派遣される予定とされた。
4月2日に先遣隊15人が横田入りし、4日までに本隊含めた約150人がそろった（他に145人、約145人とも）。同時に、米軍による行方不明者捜索活動は縮小され、これ以降の米軍の活動はCBIRFによる原発事故対応と生活支援が中心となる。
- 2011年 - リビア騒乱